# Tikkurila
Tikkurila (schwed. Dickursby) ist der Stadtteil (kaupunginosa) Nummer 61 der finnischen Stadt Vantaa.
Außerdem bildet Tikkurila mit den Stadtteilen Hakkila, Helsingin pitäjän kirkonkylä, Hiekkaharju, Jokiniemi, Koivuhaka, Kuninkaala, Ruskeasanta, Simonkylä und Viertola den Stadtbezirk Tikkurila, der eine Fläche von 23,1 km² einnimmt und rund 37.000 Einwohner hat (Stand 2010). Der 1,0 km² große Stadtteil wird im Osten von der Talvikkitie begrenzt, im Westen von der Ratatie und der Eisenbahnlinie nach Riihimäki. Hier befindet sich auch der Bahnhof Tikkurila, an dem mehrere Linien des Schienennahverkehrs in der Region Helsinki sowie zahlreiche Fernzüge halten. Im Süden bildet der Fluss Keravanjoki die Grenze zu Puistola im Stadtgebiet Helsinkis. Bis zum Stadtzentrum Helsinkis sind es etwa 16 Kilometer.
Östlich vom Stadtteil Tikkurila befindet sich das 1989 eröffnete Science Center Heureka. Auf dem Gebiet des östlich angrenzenden Viertolas befindet sich die Eissporthalle Tikkurilan jäähalli (auch bekannt als Valtti-areena), Heimspielort des Eishockeyklubs Kiekko-Vantaa.
Der Ausländeranteil ist mit knapp elf Prozent vergleichsweise hoch. Der Anteil der schwedischsprachigen Bevölkerung betrug 1980 5,6%, 2010 nur noch 2,8%.

## Einwohnerentwicklung
| Jahr                                       | Einw. | Veränderung | Ausländer |
| ------------------------------------------ | ----- | ----------- | --------- |
| 1980                                       | 3.211 |             |           |
| 1990                                       | 3.521 | +9,7%       |           |
| 2000                                       | 4.609 | +30,9%      | 3,4%      |
| 2010                                       | 4.976 | +8,0%       | 10,9%     |
| 2020*                                      | 5.724 | +15,0%      |           |
| 2030*                                      | 6.324 | +10,5%      |           |
|                                            |       |             |           |
| * Prognose; Veränderungen zum Vorjahrzehnt |       |             |           |